# Leiterrahmen

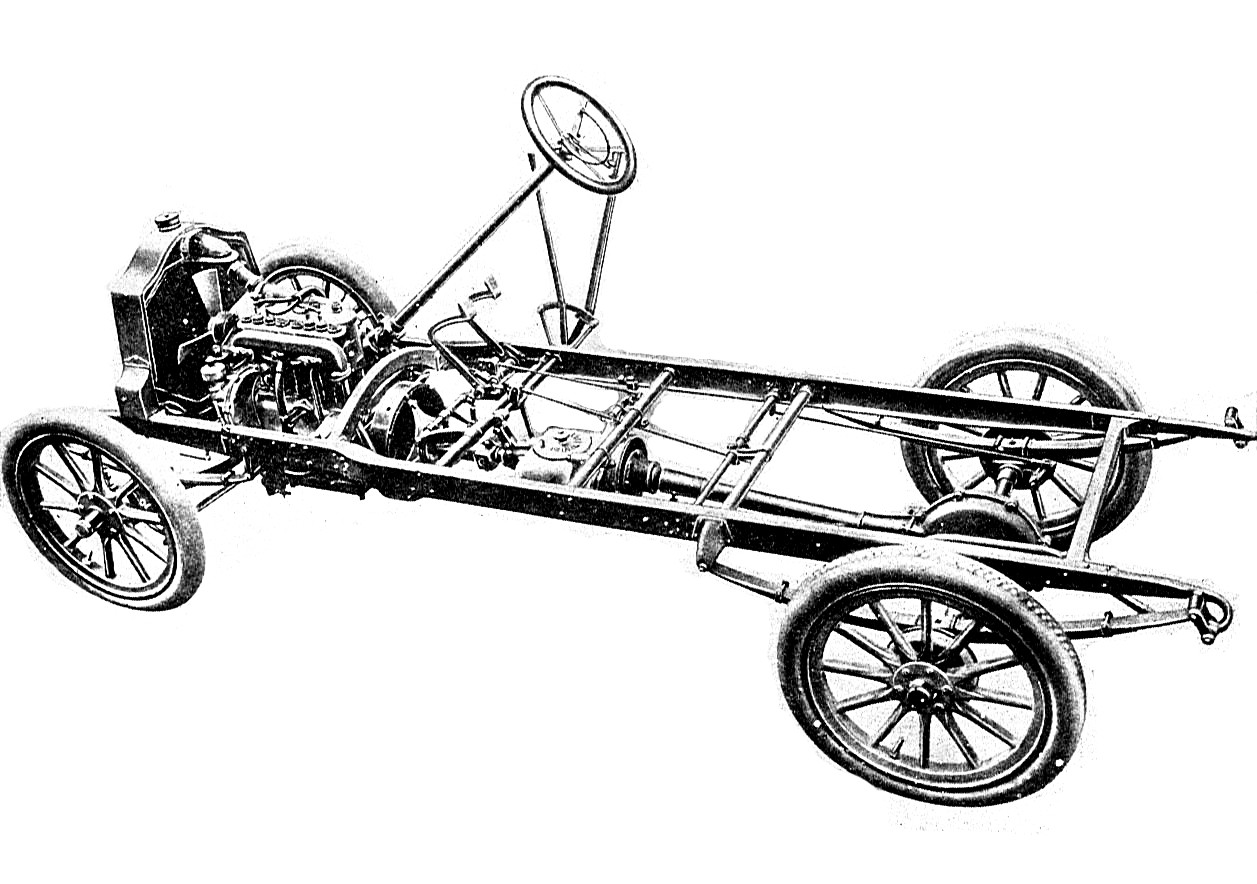
Ein De Dion aus der Zeit vor dem Ersten Weltkrieg mit Leiterrahmen

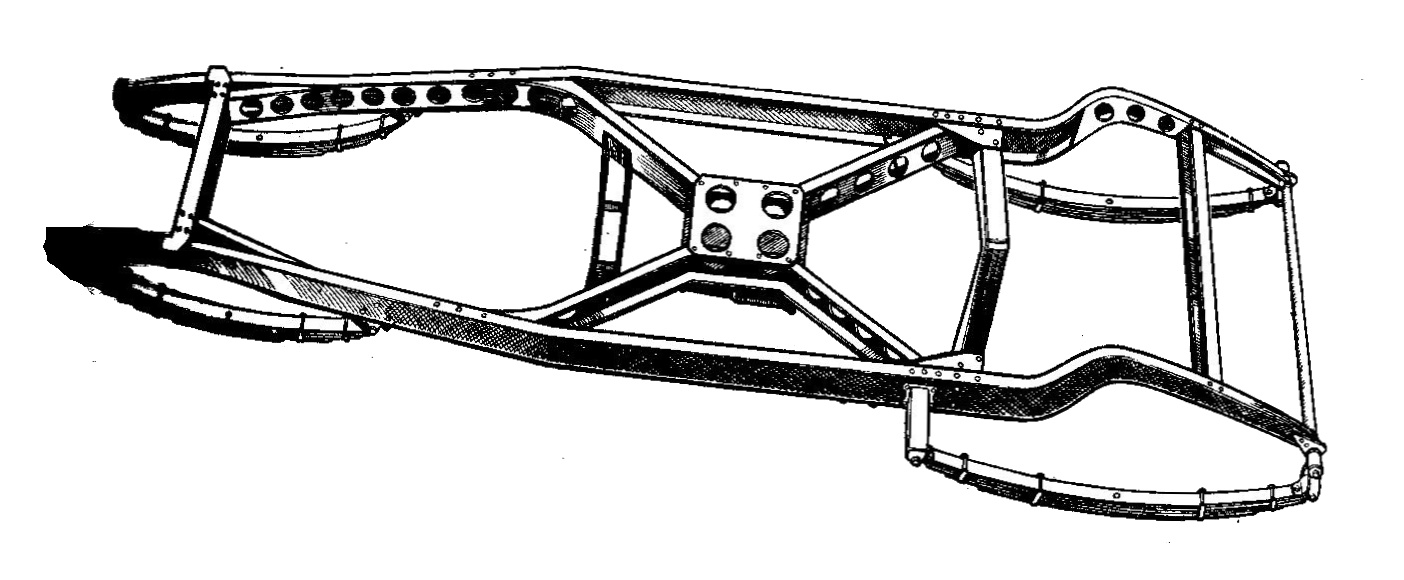
Über den Achsen gekröpfter Rahmen mit Kreuzverstrebung und gelochten Verstärkungsblechen („X-Rahmen“)

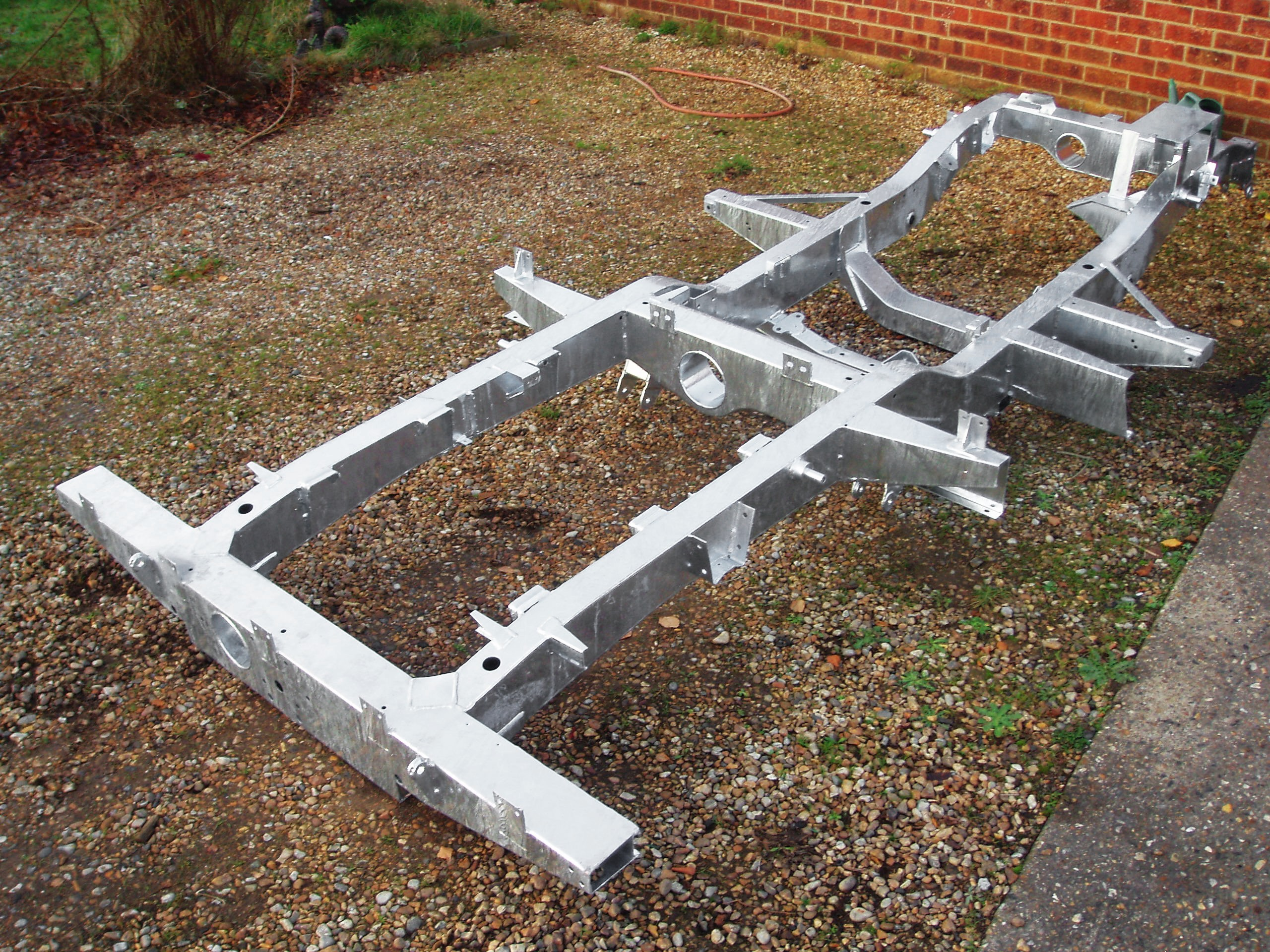
Kastenrahmen (Land Rover Series III)

Als Leiterrahmen bezeichnet man eine Bauart von Fahrzeugrahmen im Automobilbau, der unter anderem die Achsen, Motor, das Getriebe und den Aufbau aufnimmt. Zwischen zwei starken Längsholmen sind mehrere Querstreben eingefügt, die ihm die Form einer Leiter geben. Zur Verbesserung der Verwindungssteifheit werden Leiterrahmen auch aus geschlossenen Profilen hergestellt, man nennt sie dann Kastenrahmen.
Bis in die 1950er Jahre wurden auch die meisten Pkw mit Rahmen dieser Bauart ausgeliefert, danach setzte sich dort die selbsttragende Karosserie durch. Seitdem verwendet man Leiterrahmen vorwiegend noch zum Bau von Lastkraftwagen, Anhängern, Bussen und Geländewagen.:44

## Nutzfahrzeuge
In Lastkraftwagen und Anhängern sind die beiden Längsholme meist gerade durchgehend, die Querverstrebung in leiter- oder X-förmiger Bauweise ausgeführt.  Die Längsträger werden mit nach innen liegenden U-Profilen ausgeführt. Bei diesen liegt der Schubmittelpunkt auf der Außenseite, Kräfte können über dort montierte Konsolen eingeleitet werden ohne das Profil zu verdrillen. Die Querträger sind U- oder Hutprofile, an kritischen Stellen zusätzlich Knotenbleche angebracht.:45 Die Traversen werden vernietet, verschweißt oder verschraubt.

## Personenkraftwagen
Vor dem Ersten Weltkrieg begannen einzelne Hersteller, die Leiterrahmen zwischen den Achsen abzusenken (Tief- oder Niederrahmen) oder unter der Achse durchzuführen (Underslung-Rahmen), um den Schwerpunkt zu senken und den Innenraum zu vergrößern. Diese Bauart setzte sich in den 1920er Jahren weitgehend durch.
Bei Luxusfahrzeugen war es üblich, dass der Kunde vom Hersteller nur das Fahrgestell mit Fahrwerk und Antrieb bezog und sich von Karosseriebauunternehmen oder Stellmachern einen eigenen Aufbau speziell anfertigen ließ.
In den 1960er Jahren verschwanden diese Hersteller weitgehend, 1978 wurde das letzte Fahrzeug von Ateliers Henri Chapron hergestellt.

## Geländewagen
Einige Geländewagen werden auch heute noch mit einem Leiterrahmen gebaut:
- Ford Ranger
- Ineos Grenadier
- Jeep Wrangler
- Jeep Wagoneer
- KGM Rexton
- Kia Sorento JC bis 2009
- Landwind X6, X9
- Land Rover Defender (geändert 2019, siehe Land Rover Defender (L663))
- Mercedes-Benz G-Klasse
- Mercedes-Benz ML (W163)
- Mitsubishi Pajero
- Mahindra Thar
- Nissan Patrol
- Nissan Navara und dessen Derivate Renault Alaskan und Mercedes-Benz Baureihe 470 (X-Klasse)
- Opel Frontera
- Suzuki Jimny
- Toyota Hilux
- Toyota Land Cruiser
- VW Amarok